# Kim Il-chol
Kim Il-chol (Pyongyang, 1933 – 14 settembre 2023) è stato un generale e politico nordcoreano, ex membro della Commissione di Difesa Nazionale ed  ex Ministro delle forze armate popolari (Ministro della difesa) della Corea del Nord.

## Biografia
Kim è nato a Pyongyang nel 1933. Si è graduato alla Scuola rivoluzionaria della Bandiera Rossa di Mangyongdae e all'"Accademia navale dell'Unione Sovietica".
Sebbene l'esercito nordcoreano dipenda principalmente sulle truppe di terra, l'Ammiraglio Kim che era comandante della Marina militare del popolo coreano sin dal 1982 venne nominato alla più alta posizione militare nella direzione del Ministero delle forze armate popolari nel 1998, riempiendo una carica vacante lasciata da Choe Kwang, che era morto nel 1997, fatto che indicava la piena fiducia in lui da parte di Kim Jong-il.
Kim partecipò come delegato superiore alla riunione inter-coreana dei ministri della difesa tenuta per la prima volta sin dalla divisione della penisola coreana nel settembre 2000.
Kim venne nominato membro della Commissione di Difesa Nazionale nel 1988. Venne rimosso da tutte le sue posizioni nel 2010, per via della sua età avanzata.